# Herophydrus hyphoporoides
Herophydrus hyphoporoides är en skalbaggsart som beskrevs av Régimbart 1895. Herophydrus hyphoporoides ingår i släktet Herophydrus och familjen dykare. Inga underarter finns listade i Catalogue of Life.